# خوزه ناهی
خوزه ناهی (انگلیسی: Josée Nahi؛ زادهٔ ۲۹ مهٔ ۱۹۸۹) بازیکن فوتبال اهل ساحل عاج است. وی همچنین در تیم ملی فوتبال زنان ساحل عاج بازی کرده‌است.